# Conotrachelus brethesi
Conotrachelus brethesi – gatunek chrząszcza z rodziny ryjkowcowatych.

## Zasięg występowania
Ameryka Południowa, występuje w Argentynie, Boliwii oraz Paragwaju.

## Budowa ciała
Ciało nieco wydłużone. Ubarwienie czarne z białymi i brązowymi plamkami.